# Friedrich Strauß (Theologe)

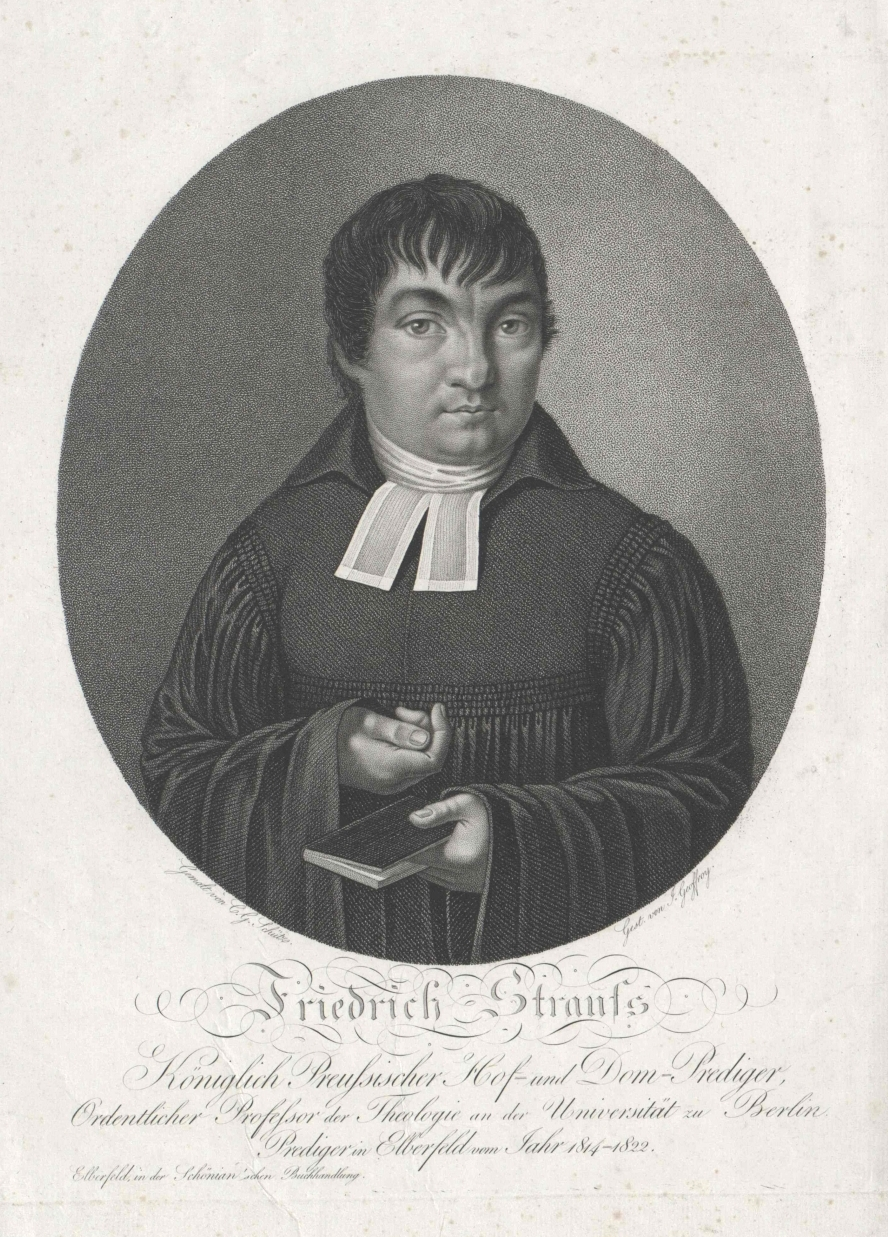
Friedrich Strauß, Stich von Geoffroy nach Christian Georg Schütz

Gerhard Friedrich Abraham Strauß (* 24. September 1786 in Iserlohn; † 19. Juli 1863 in Berlin) war ein preußischer Oberhofprediger und Professor für Praktische Theologie.

## Leben
Friedrich Strauß wurde als Sohn eines Pfarrers im westfälischen Iserlohn geboren. Von 1805 bis 1808 studierte er an der Friedrichs-Universität Halle und der Ruprecht-Karls-Universität Heidelberg Evangelische Theologie. Während seiner Studienzeit lernte er den späteren Theologieprofessor August Neander kennen, mit dem ihn eine lebenslange Freundschaft verband. Zusammen mit Otto von Loeben („Isidorus Orientalis“), Joseph von Eichendorff („Florens“) und Wilhelm Budde (1786–1860, Pseudonym „Astralis“) verbanden sie sich im „Eleusischen Bund“. Von 1809 bis 1814 war er Pfarrer der lutherischen Gemeinde in Ronsdorf, anschließend in Elberfeld. Hier entstand sein erfolgreiches vierbändiges Werk Glockentöne. 1816 heiratete Strauß Johanna von der Heydt, Tochter des einflussreichen Bankiers und ehemaligen Elberfelder Bürgermeisters Daniel Heinrich von der Heydt-Kersten und Schwester des Bankiers und späteren preußischen Handels- und Finanzministers August Frh. von der Heydt. 1822 wurde er vierter Dom- und Hofprediger am preußischen Hof in Berlin und Professor für Praktische Theologie an der Berliner Universität. 1824 gehörte er zu den Mitbegründern der Berliner Missionsgesellschaft. 1833/34 amtierte er als Rektor der Universität, 1836 wurde er geistlicher Rat im Kultusministerium. Als 1840 Friedrich Wilhelm IV., der im Gegensatz zu seinem Vater sehr zur Frömmigkeit neigte, den preußischen Thron bestieg, gewann Strauß erheblichen Einfluss auf den König. Während der Märzrevolution 1848 soll er diesen zum Nachgeben bewogen haben. 1850 wurde er Mitglied im altpreußischen Evangelischen Oberkirchenrat und 1856 Oberhofprediger.

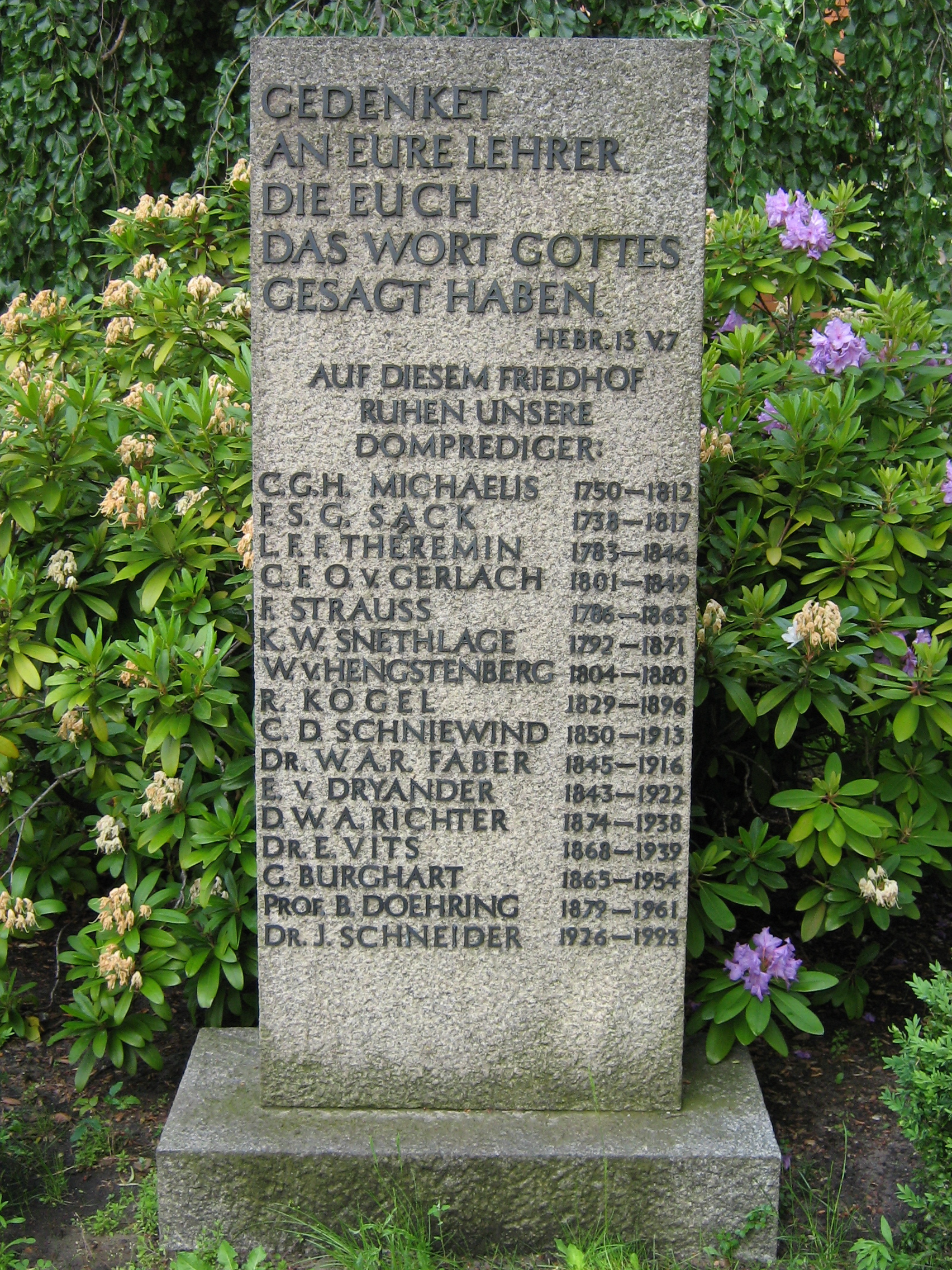
Gedenkstein auf dem Berliner Domfriedhof II

Strauß’ Söhne, der Gründer des Berliner Jerusalemsvereins Friedrich Adolf Strauß und Otto Strauß (späterer Superintendent), schlugen gleichfalls die theologische Laufbahn ein.

## Werke
- Glockentöne – Erinnerungen aus dem Leben eines jungen Geistlichen, 4 Bände. Heinrich Büschler, Elberfeld 1815–1819.
- Helons Wallfahrt nach Jerusalem – Hundertneun Jahre vor der Geburt unseres Herrn. 4 Bände, Heinrich Büschler, Elberfeld 1820.
- Die Taufe im Jordan – Aus dem zweiten Jahrhundert der christlichen Kirche. 1822.
- Das evangelische Kirchenjahr in seinem Zusammenhange dargestellt. 1850.
- Abend-Glocken-Töne – Erinnerungen eines alten Geistlichen aus seinem Leben. Haupt-Verein für christliche Erbauungsschriften in den Preußischen Staaten, Berlin 1868 (postum).